# Землекоповые
Землеко́повые (лат. Bathyergidae) — семейство африканских роющих млекопитающих отряда грызунов.

## Внешний вид
Это небольшие грызуны (длиной 8—33 см и массой 80—600 г), обычно с коротким хвостом — длиной 1—7 см. В строении их тела и черепа проявляется высокая степень приспособленности к роющему образу жизни. У них тяжёлое, плотное телосложение; шея укороченная и почти незаметна снаружи. Голова относительно крупная, с редуцированными ушными раковинами, представленными небольшим валиком кожи вокруг слухового прохода, и крохотными (0,5 мм) глазами. Землекоповые или видят очень плохо, или не видят совсем; предположительно, поверхность глазного яблока служит им органом осязания, определяя движение воздуха в подземном ходе. В целом, землекопы более всего полагаются на развитое чувство осязания. Так, хвост у них выполняет роль органа осязания, когда животное пятится; в волосяном покрове имеются чувствительные волоски. Мех у землекопов густой и мягкий. Окраска серая, коричневая или чёрная, иногда с белыми пятнами. Конечности 5-палые, с крупными кистями и стопами. Когти у всех землекопов, кроме капских пескороев, короткие, зато резцы громадные и выдающиеся вперёд. Землекопы, в отличие от большинства роющих млекопитающих, копают землю не лапами, а мощными зубами, отгребая её назад конечностями. Поэтому лапы у них не так сильно модифицированы, как у кротов, зато резцы сзади изолированы выростами губ, предотвращающими попадание земли в ротовую полость. Резцы торчат наружу, даже когда рот землекопа закрыт. Количество зубов у землекопов варьируется от 12 до 28.

## Образ жизни
Современные землекопы распространены в Африке южнее Сахары, от Ганы на западе до Судана, Эфиопии и Сомали на востоке. На юге водятся вплоть до мыса Доброй Надежды. Ископаемые виды также встречаются почти исключительно в Африке; лишь несколько образцов было найдено в Израиле и один (†Gypsorhychus) — в Монголии.
Населяют открытые пространства. Обитают повсеместно вплоть до пустынь, предпочитая рыхлые, песчаные почвы; в горах поднимаются до 1500 м над уровнем моря. Разные виды землекопов в одном районе, видимо, придерживаются разных типов почв. Ведут подземный образ жизни. Копают поверхностно расположенные сложные системы туннелей при помощи когтей передних лап (капские пескорои) или резцов (остальные виды). Питаются сочными корнями и луковицами растений, которые запасают в подземных кладовых. Превосходно ориентируются под землёй. На поверхность выходят редко. Большинство видов одиночны, но дамарский пескорой — одно из самых социальных млекопитающих в природе. В его колониях размножается только одна пара; остальные особи — не размножаются, если только не создадут собственную колонию после смерти пары, и специализируются на разных работах (защита, рытьё нор, поиск пищи). То же касается и голого землекопа, принадлежность которого к семейству оспаривается.

## Классификация
| «Mammal Species of the World» (2005) | ASM Mammal Diversity Database (v. 1.10; 2022) |
| --- | --- |
| - Подсемейство Bathyerginae - Род Bathyergus — Капские пескорои - Bathyergus janetta — Намакваландский пескорой - Bathyergus suillus — Капский пескорой - Род Cryptomys — Пескорои - Cryptomys amatus - Cryptomys anselli - Cryptomys bocagei — Пескорой Бокаге - Cryptomys damarensis — Дамарский пескорой - Cryptomys darlingi - Cryptomys foxi — Нигерийский пескорой - Cryptomys hottentotus — Обыкновенный пескорой - Cryptomys kafuensis - Cryptomys mechowi — Гигантский пескорой - Cryptomys ochraceocinereus — Охристый пескорой - Cryptomys zechi — Тогский пескорой - Род Georychus - Georychus capensis — Капский землекоп - Род Heliophobius - Heliophobius argenteocinereus — Серебристый тенелюб, или серебристо-серый тенелюб - Подсемейство Heterocephalinae - Род Heterocephalus - Heterocephalus glaber — Голый землекоп | - Род Bathyergus — Капские пескорои - Bathyergus janetta — Намакваландский пескорой - Bathyergus suillus — Капский пескорой - Род Cryptomys — Пескорои - Cryptomys hottentotus — Обыкновенный пескорой - Cryptomys mahali - Cryptomys natalensis - Cryptomys nimrodi - Cryptomys pretoriae - Род Fukomys - Fukomys amatus - Fukomys anselli - Fukomys bocagei — Пескорой Бокаге - Fukomys damarensis — Дамарский пескорой - Fukomys darlingi - Fukomys foxi — Нигерийский пескорой - Fukomys hanangensis - Fukomys ilariae - Fukomys kafuensis - Fukomys livingstoni - Fukomys mechowi — Гигантский пескорой - Fukomys micklemi - Fukomys ochraceocinereus — Охристый пескорой - Fukomys vandewoestijneae - Fukomys whytei - Fukomys zechi — Тогский пескорой - Род Georychus - Georychus capensis — Капский землекоп - Род Heliophobius - Heliophobius argenteocinereus — Серебристый тенелюб, или серебристо-серый тенелюб |

В 2006 году бо́льшая часть видов Cryptomys была перенесена в отдельный род Fukomys. Род Heterocephalus, представленный только голым землекопом (Heterocephalus glaber), традиционно рассматривается в качестве обособленной эволюционной линии землекоповых. Однако в исследовании 2014 года было предложено выделить этот род в собственное семейство Heterocephalidae из-за наличия резких морфологических отличий и древности его эволюционной линии, которая разошлась с землекоповыми, по результатам анализа, в раннем олигоцене (около 31,2 млн лет назад). Согласно тому же исследованию, кроновая группа землекоповых возникла в начале миоцена (около 17,9 млн лет назад).

### Филогения
Кладограмма по молекулярно-генетическому анализу Н. С. Апхэма и Б. Д. Паттерсона 2014 года (с датами расхождения, в млн лет); названия таксонов даны по более новой работе Паттерсона и Апхэма того же года:
| Petromuridae  | Petromus   |
|               | Petromus   |
| Thryonomyidae | Thryonomys |
|               | Thryonomys |

|  | Georychus  |
|  |            |
|  | Bathyergus |
|  |            |

|  | Cryptomys |
|  |           |
|  | Fukomys   |
|  |           |

|  | Georychus  |
|  |            |
|  | Bathyergus |
|  |            |

|  | Cryptomys |
|  |           |
|  | Fukomys   |
|  |           |

|  | Georychus  |
|  |            |
|  | Bathyergus |
|  |            |

|  | Cryptomys |
|  |           |
|  | Fukomys   |
|  |           |

|  | Georychus  |
|  |            |
|  | Bathyergus |
|  |            |

|  | Cryptomys |
|  |           |
|  | Fukomys   |
|  |           |

|  | Georychus  |
|  |            |
|  | Bathyergus |
|  |            |

|  | Cryptomys |
|  |           |
|  | Fukomys   |
|  |           |

|  | Georychus  |
|  |            |
|  | Bathyergus |
|  |            |

|  | Cryptomys |
|  |           |
|  | Fukomys   |
|  |           |

|  | Georychus  |
|  |            |
|  | Bathyergus |
|  |            |

|  | Cryptomys |
|  |           |
|  | Fukomys   |
|  |           |

|  | Georychus  |
|  |            |
|  | Bathyergus |
|  |            |

|  | Cryptomys |
|  |           |
|  | Fukomys   |
|  |           |

| Petromuridae  | Petromus   |
|               | Petromus   |
| Thryonomyidae | Thryonomys |
|               | Thryonomys |

|  | Georychus  |
|  |            |
|  | Bathyergus |
|  |            |

|  | Cryptomys |
|  |           |
|  | Fukomys   |
|  |           |

|  | Georychus  |
|  |            |
|  | Bathyergus |
|  |            |

|  | Cryptomys |
|  |           |
|  | Fukomys   |
|  |           |

|  | Georychus  |
|  |            |
|  | Bathyergus |
|  |            |

|  | Cryptomys |
|  |           |
|  | Fukomys   |
|  |           |

|  | Georychus  |
|  |            |
|  | Bathyergus |
|  |            |

|  | Cryptomys |
|  |           |
|  | Fukomys   |
|  |           |

|  | Georychus  |
|  |            |
|  | Bathyergus |
|  |            |

|  | Cryptomys |
|  |           |
|  | Fukomys   |
|  |           |

|  | Georychus  |
|  |            |
|  | Bathyergus |
|  |            |

|  | Cryptomys |
|  |           |
|  | Fukomys   |
|  |           |

|  | Georychus  |
|  |            |
|  | Bathyergus |
|  |            |

|  | Cryptomys |
|  |           |
|  | Fukomys   |
|  |           |

|  | Georychus  |
|  |            |
|  | Bathyergus |
|  |            |

|  | Cryptomys |
|  |           |
|  | Fukomys   |
|  |           |

### Палеонтология
М. Маккенна и С. К. Белл (1997) указывают следующие вымершие роды землекоповых:
- † Proheliophobius Lavocat, 1973
- † Richardus Lavocat, 1988
- † Gypsorhychus Broom, 1934

Маккенна и Белл относят землекоповых к парвотряду Bathyergomorphi (соответствует надсемейству Bathyergoidea), куда включают также вымершие семейство Bathyergoididae (с единственным родом Bathyergoides Stromer, 1923) и род Paracryptomys Lavocat, 1973. Голый землекоп в данной классификации рассматривается в составе самостоятельного подсемейства Heterocephalinae, которое было повышено до статуса семейства в 2014 году.
Сайт Paleobiology Database на октябрь 2021 года признаёт 8 вымерших родов землекоповых (в скобках указана точка зрения Маккенны и Белл):
- † Bathyergoides Stromer, 1923 (или в семействе Bathyergoididae[8])
- † Cyclomylus Matthew & Granger, 1923 (или младший синоним Tsaganomys[10])
- † Geofossor Mein & Pickford, 2003
- † Gypsorhynchus Broom, 1934 [sic]
- † Paracryptomys Lavocat, 1973 (или представитель Bathyergomorphi / Bathyergoidea, не относящийся к землекоповым[8])
- † Proheliophobius Lavocat, 1973
- Подсемейство † Tsaganomyinae Matthew & Granger, 1923 (или семейство Tsaganomyidae[10])
  - † Coelodontomys Wang, 2001
  - † Tsaganomys Matthew & Granger, 1923